# 양산 남강서원 소장 어정사부수권
양산 남강서원 소장 어정사부수권(梁山 南岡書院 所藏 御定四部手圈)은 대한민국 경상남도 양산시, 남강서원에서 소장하고 있는 조선시대의 책이다. 2013년 10월 24일 경상남도 문화재자료 제571호로 지정되었다.

## 지정 사유
어정사부수권(御定四部手圈)은 정조 22년(1798년) 11월 필사본 30권으로 완성된 후, 순조 1년(1801년) 7월 19일 목판본 25권 12책으로 간행 반포되었다. 남강서원 소장 어정사부수권 12책은 민간에 유통되었던 초간 목판본으로, 문예진흥과 왕도정치의 새로운 터전을 마련하려는 정조의 정신과 정치철학을 보여주고 있는 저작물로서 중요한 가치를 지니고 있다.

## 같이 보기
- 남강서원

## 참고 자료
- 양산 남강서원 소장 어정사부수권 - 국가유산청 국가유산포털